# Cadena de responsabilitat
La Cadena de responsabilitat (Chain of Responsibility) és un patró de comportament dintre dels patrons de disseny en enginyeria de programari.
La seva principal finalitat és evitar una relació directa preestablerta entre un emissor d'una petició i el seu receptor final. D'aquesta manera es proporciona a més d'un objecte la possibilitat de tractar una petició.
Consta d'una estructura en cadena, on existeix un objecte (client) que genera una petició i els objectes receptors (Manipuladors) encadenats es passen la petició fins que és processada per algun d'aquests.

## Estructura

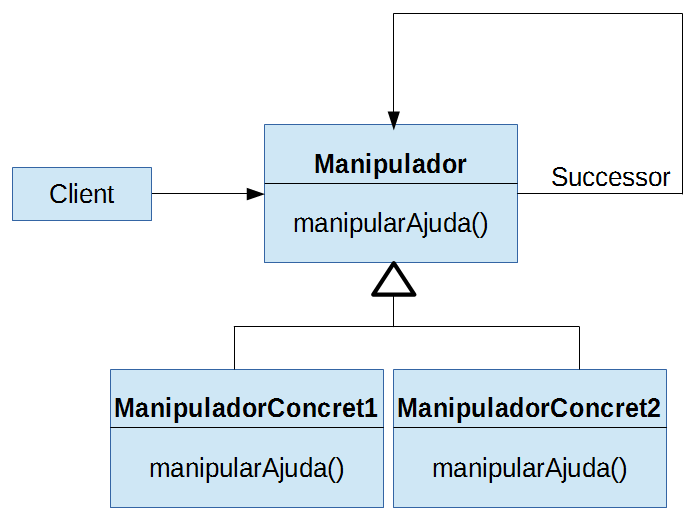
Diagrama de classes de Cadena de responsabilitat

### Participants
- Manipulador:

- Defineix una interfície per tractar les peticions.
- (opcional) Implementa l'enllaç al successor.
- ManipuladorConcret

- Tracta les peticions de les quals és responsable.
- Pot accedir al successor.
- Si el ManipuladorConcret pot manegar la petició, ho fa. En cas contrari ho reenvia al seu successor.
- Client

- Inicialitza la petició a un objecte ManipuladorConcret de la cadena.

## Conseqüències
- Redueix l'acoblament: Ni el receptor ni l'emissor es coneixen explícitament entre ells. I un objecte de la cadena tampoc ha de conèixer l'estructura d'aquesta.[2]
- Afegeix flexibilitat per assignar responsabilitats a objectes.[2]
- No és garantida la recepció: Donat que les peticions no tenen un receptor explícit, no hi ha garantia que siguin manipulades. Una petició pot quedar sense tractar quan la cadena no està ben configurada.[2]

## Aplicabilitat
- En els casos en què hi ha més d'un objecte que pot manipular una petició i el manipulador no es coneix “a priori”.[1]
- Es vol enviar una petició entre diversos objectes sense especificar explícitament el receptor.[1]
- En el cas en què el conjunt d'objectes que conformen la cadena es defineixen dinàmicament.[1]

## Utilitzacions conegudes
- MacApp i ETT++ hi fan menció però amb el nom de “EventHandler”.[3]
- En la biblioteca de TCL de symantec es coneix amb el nom de ‘Bureaucrat’.[3]
- AppKit de NeXT utilitza el nom “Responder”.[3]

## Exemple en Java
En aquest exemple es reflecteix l'ús del patró per les 4 operacions aritmètiques bàsiques, on la primera operació rep un objecte que conté dos valors numèrics i una operació a realitzar. L'objecte es va propagant per la cadena fins que troba l'operació que la pot executar.

### Diagrama de classes

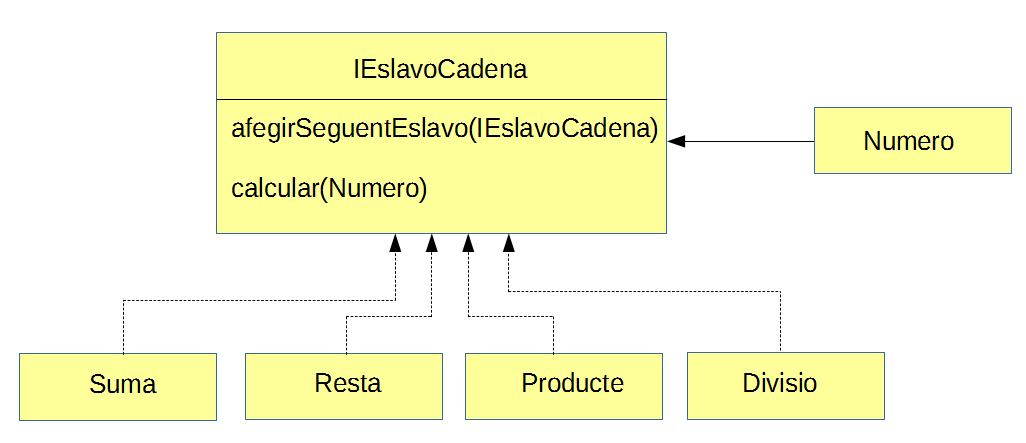
Diagrama de classes del exemple.

### Codi
```
public
 
interface
 
IEslavoCadena
 
{

 
public
 
void
 
afegirSeguentEslavo
(
IEslavoCadena
 
seguent
);

 
public
 
void
 
calcular
(
Numero
 
n
);

}

```

Objecte a propagar.
```
public
 
class
 
Numero
 
{

 
private
 
final
 
int
 
n1
;

 
private
 
final
 
int
 
n2
;

 
private
 
final
 
String
 
operacio
;

 
public
 
Numero
(
int
 
n1
,
 
int
 
n2
,
 
String
 
operacio
){

 
this
.
n1
 
=
 
n1
;

 
this
.
n2
 
=
 
n2
;

 
this
.
operacio
 
=
 
operacio
;

 
}

 
public
 
int
 
obtenirN1
(){

 
return
 
n1
;

 
}

 
public
 
int
 
obtenirN2
(){

 
return
 
n2
;

 
}

 
public
 
String
 
obtenirOperacio
(){

 
return
 
operacio
;

 
}

}

```

Operacions bàsiques.
```
public
 
class
 
Suma
 
implements
 
IEslavoCadena
{

 
private
 
IEslavoCadena
 
seguent
;

 
@Override

 
public
 
void
 
afegirSeguentEslavo
(
IEslavoCadena
 
seguent
)
 
{

 
this
.
seguent
 
=
 
seguent
;

 
}

 
@Override

 
public
 
void
 
calcular
(
Numero
 
n
)
 
{

 
if
(
n
.
obtenirOperacio
().
equalsIgnoreCase
(
"sumar"
)){

 
System
.
out
.
printf
(
"Resultat de la suma %d\n"
,
 
(
n
.
obtenirN1
()
+
n
.
obtenirN2
()));

 
}

 
else
 
if
(
seguent
 
!=
 
null
){

 
seguent
.
calcular
(
n
);

 
}

 
else
{

 
throw
 
new
 
RuntimeException
(
"No hi ha següent"
);

 
}

 
}

}

```

```
public
 
class
 
Resta
 
implements
 
IEslavoCadena
{

 
private
 
IEslavoCadena
 
seguent
;

 
@Override

 
public
 
void
 
afegirSeguentEslavo
(
IEslavoCadena
 
seguent
)
 
{

 
this
.
seguent
 
=
 
seguent
;

 
}

 
@Override

 
public
 
void
 
calcular
(
Numero
 
n
)
 
{

 
if
(
n
.
obtenirOperacio
().
equalsIgnoreCase
(
"resta"
)){

 
System
.
out
.
printf
(
"Resultat de la resta %d\n"
,
 
(
n
.
obtenirN1
()
-
n
.
obtenirN2
()));

 
}

 
else
 
if
(
seguent
 
!=
 
null
){

 
seguent
.
calcular
(
n
);

 
}

 
else
{

 
throw
 
new
 
RuntimeException
(
"No hi ha següent"
);

 
}

 
}

}

```

```
public
 
class
 
Producte
 
implements
 
IEslavoCadena
{

 
private
 
IEslavoCadena
 
seguent
;

 
@Override

 
public
 
void
 
afegirSeguentEslavo
(
IEslavoCadena
 
seguent
)
 
{

 
this
.
seguent
 
=
 
seguent
;

 
}

 
@Override

 
public
 
void
 
calcular
(
Numero
 
n
)
 
{

 
if
(
n
.
obtenirOperacio
().
equalsIgnoreCase
(
"producte"
)){

 
System
.
out
.
printf
(
"Resultat del producte %d\n"
,
 
(
n
.
obtenirN1
()
*
n
.
obtenirN2
()));

 
}

 
else
 
if
(
seguent
 
!=
 
null
){

 
seguent
.
calcular
(
n
);

 
}

 
else
{

 
throw
 
new
 
RuntimeException
(
"No hi ha següent"
);

 
}

 
}

}

```

```
public
 
class
 
Divisio
 
implements
 
IEslavoCadena
{

 
private
 
IEslavoCadena
 
seguent
;

 
@Override

 
public
 
void
 
afegirSeguentEslavo
(
IEslavoCadena
 
seguent
)
 
{

 
this
.
seguent
 
=
 
seguent
;

 
}

 
@Override

 
public
 
void
 
calcular
(
Numero
 
n
)
 
{

 
if
(
n
.
obtenirN2
()
 
==
 
0
)
 
throw
 
new
 
RuntimeException
(
"Intent de divisió per 0"
);

 
if
(
n
.
obtenirOperacio
().
equalsIgnoreCase
(
"divisio"
)){

 
System
.
out
.
printf
(
"Resultat de la divisio %d\n"
,
 
(
n
.
obtenirN1
()
/
n
.
obtenirN2
()));

 
}

 
else
 
if
(
seguent
 
!=
 
null
){

 
seguent
.
calcular
(
n
);

 
}

 
else
{

 
throw
 
new
 
RuntimeException
(
"No hi ha següent"
);

 
}

 
}

}

```

Programa principal.
```
public
 
class
 
Main
{

 
public
 
static
 
void
 
main
(
String
[]
 
args
)
 
{

 
IEslavoCadena
 
suma
 
=
 
new
 
Suma
();

 
IEslavoCadena
 
resta
 
=
 
new
 
Resta
();

 
IEslavoCadena
 
producte
 
=
 
new
 
Producte
();

 
IEslavoCadena
 
divisio
 
=
 
new
 
Divisio
();

 
Numero
 
n1
 
=
 
new
 
Numero
(
5
,
 
5
,
 
"producte"
);

 
Numero
 
n2
 
=
 
new
 
Numero
(
15
,
 
3
,
 
"divisio"
);

 
suma
.
afegirSeguentEslavo
(
resta
);

 
resta
.
afegirSeguentEslavo
(
producte
);

 
producte
.
afegirSeguentEslavo
(
divisio
);

 
suma
.
calcular
(
n1
);

 
suma
.
calcular
(
n2
);

 
}

}

```